# Bechiria
Bechiria (in greco antico: Βεχειριάς?) era una colonia greca del mar Nero.

## Storia
Viene citata nel Periplo di Scilace, dove viene indicata come una città greca che aveva un porto dove viveva la tribù dei bequires. Questa tribù era vicina al territorio degli ecequires, che abitavano le città di Odinio e Limne e, dall'altro lato, ai macrocefali, che vivevano nella città di Trapezunte.